# Белашов (Острожский район)

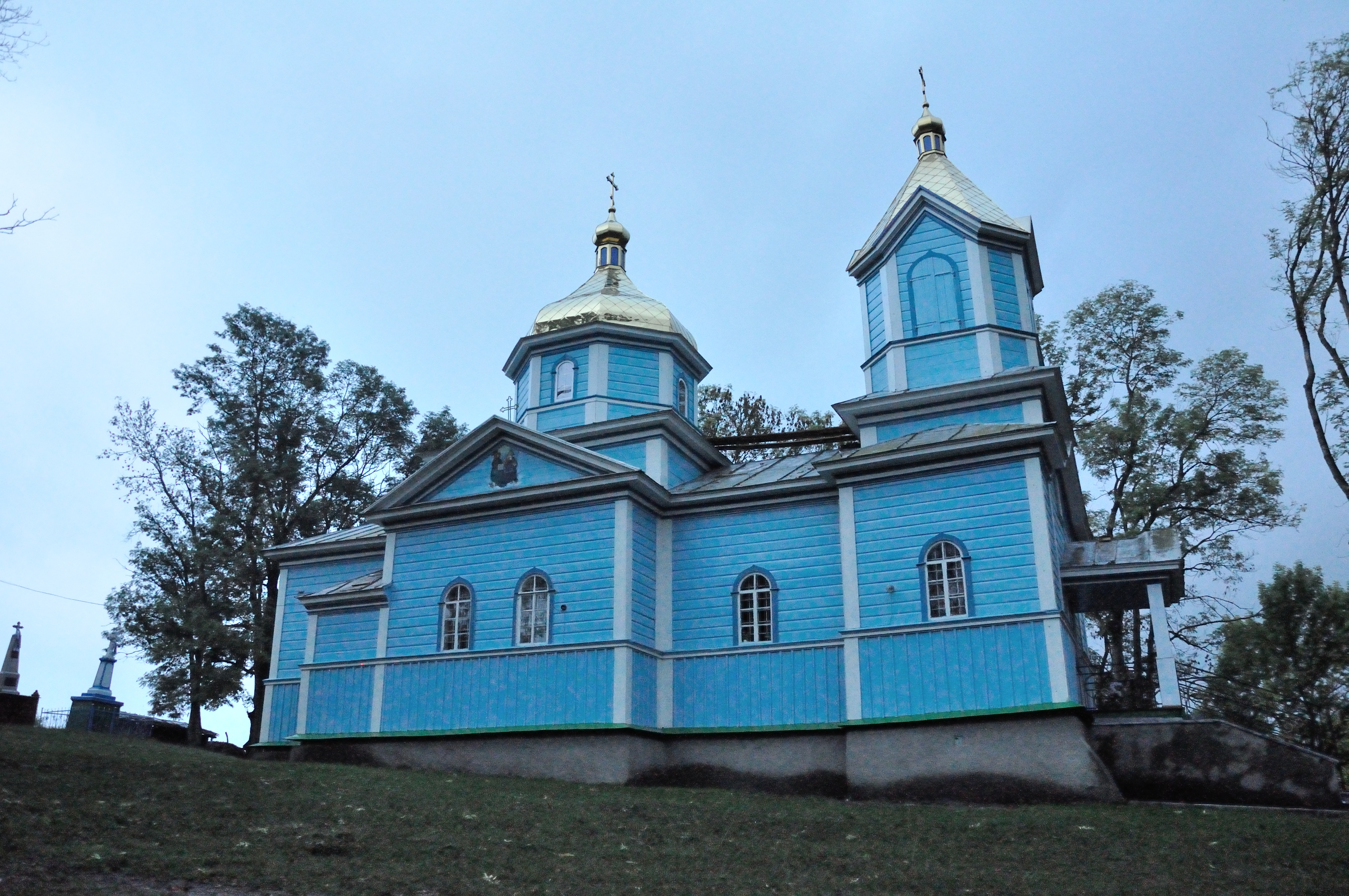
Троицкая церковь

Белашо́в (укр. Білашів) — село, центр Белашовского сельского совета Острожского района Ровненской области Украины.
Население по переписи 2001 года составляло 454 человека. Почтовый индекс — 35842. Телефонный код — 3654. Код КОАТУУ — 5624280401.

## Местный совет
35842, Ровненская обл., Острожский р-н, с. Белашов, ул. Центральная, 47.